# Comitas rotundata
Comitas rotundata é uma espécie de gastrópode do gênero Comitas, pertencente a família Pseudomelatomidae.